# Salpis unda
Salpis unda är en fjärilsart som beskrevs av Frederick H. Rindge 1971. Salpis unda ingår i släktet Salpis och familjen mätare. Inga underarter finns listade.